# 2496 Fernandus
2496 Fernandus је астероид главног астероидног појаса чија средња удаљеност од Сунца износи 2,170 астрономских јединица (АЈ).
Апсолутна магнитуда астероида је 13,5.